# Typopeltis guangxiensis
Typopeltis guangxiensis är en spindeldjursart som beskrevs av Haupt och Song 1996. Typopeltis guangxiensis ingår i släktet Typopeltis och familjen Thelyphonidae. Inga underarter finns listade i Catalogue of Life.